# 준점유
준점유(準占有)란 물건이 아닌 권리 특히 재산권을 사실상 행사하는 경우에도 점유에 준하는 효과를 부여하는 것을 말한다.

## 조문
민법 제210조(준점유) 본장의 규정은 재산권을 사실상 행사하는 경우에 준용한다.
민법 제192조(점유권의 취득과 소멸) ① 물건을 사실상 지배하는 자는 점유권이 있다.

## 요건
준점유의 객체는 재산권에 한하며 점유를 수반하는 재산권, 즉 소유권, 지상권, 전세권, 질권, 임차권은 본래의 점유가 성립하므로 준점유가 아니며 채권 · 지역권 · 저당권 · 광업권 · 어업권 · 무체재산권 · 취소권 · 형성권 등이 준점유의 대상이 된다. 단, 임차권은 채권이지만 이것은 점유를 수반하므로 준점유는 인정되지 않는다.

## 채권의 준점유자
1. 예금통장과 그에 찍힌 인영과 같은 인장을 소지한 자는 채권의 준점유자에 해당한다.
2. 가압류를 취소하는 가집행선고부 판결을 선고받아 채권을 제한없이 행사할 수 있을 듯한 외관을 가지게 된 채권자는 채권의 준점유자에 해당한다.
3. 채권의 준점유자에 대한 변제는 변제자가 선의이며 과실없는 때에 한하여 효력이 있다.(470조)

## 판례
- 채권의 준점유자라고 하려면 채권의 사실상 귀속자와 같은 외형을 갖추어야 하므로 예금채권의 준점유자는 예금통장과 그에 찍힌 인영과 같은 인장을 소지하여야 한다.[1]
- 채권의 준점유자에 대한 변제는 변제자가 선의이며 과실이 없는 때에는 채권을 소멸시키는 효력이 있고, 여기서 채권의 준점유자라 함은 변제자의 입장에서 볼 때 일반의 거래관념상 채권을 행사할 정당한 권한을 가진 것으로 믿을 만한 외관을 가지는 자를 의미하는 것이며, 가압류로 인하여 채권의 추심 기타 처분행위에 제한을 받다가 가압류를 취소하는 가집행선고부 판결을 선고받아 다시 채권을 제한 없이 행사할 수 있을 듯한 외관을 가지게 된 채권자 또한 채권의 준점유자로 볼 수 있다.[2]